# ديسديمونا (قمر)
بالإنكليزية Desdemona هو قمر طبيعي داخلي لكوكب أورانوس. اكتشف من الصور التي التقطها المسبار فوياجر 2 على في 13 كانون الثاني 1986 ، والتعيين مؤقت له S/1986 U 6 . اسمه مشتق من مسرحية عطيل لويليام شكسبير.
ينتمي إلى مجموعة أقمار بورتشيا والتي تتكون من 27 قمرا، والتي تتضمن أيضا جولييت وبيانكا وبليندا وبورشيا وروزاليند وكيوبيد وكريسيدا وبرديتا ولهذه الأقمار نفس الخصائص المدارية.
نصف قطره 32 كيلو مترا والبياض الهندسي من 0.08
يظهر في صور فوياجر 2 يظهر ككائن ممدود، ويتجه محوره الرئيسي نحو أورانوس.
من الممكت أن يصطدم مع إحدى القمرين جولييت أو كريسيدا خلال 100 مليون سنة القادمة